# Непрямой массаж сердца

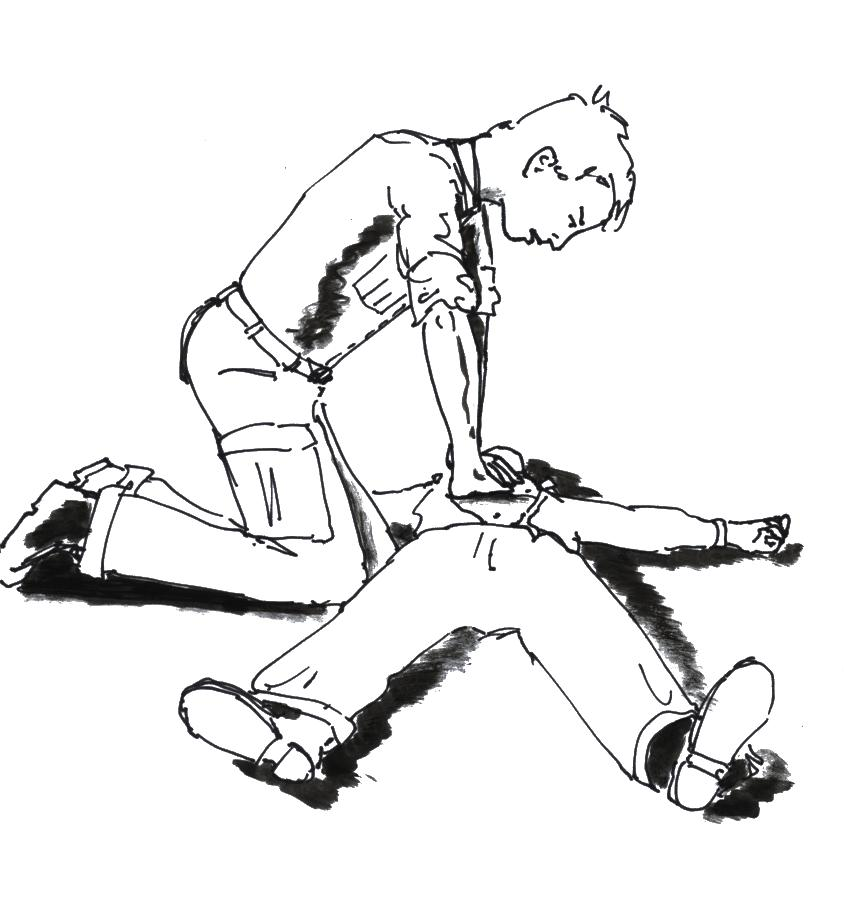
Схема проведения непрямого массажа сердца

Непрямой массаж сердца (закрытый массаж сердца, компрессия грудной клетки) — метод поддержания искусственного кровообращения при отсутствии нормальной сердечной деятельности с помощью давления руками на грудину пострадавшего. Является частью процесса сердечно-лёгочной реанимации при первой помощи.
Для взрослых пострадавших при непрямом массаже сердца рекомендуемая частота составляет 100—120 нажатий в минуту. Глубина нажатий для взрослых пострадавших должна составлять не менее пяти и не более шести см.
Непрямой массаж сердца следует начать, если у пострадавшего отсутствует сознание и нормальное дыхание. Проверять наличие сердцебиения при этом не нужно.

## Назначение и механизм действия
Давление руками на грудину пострадавшего приводит к механическому сжатию сердца, имитируя сокращение миокарда.
При отсутствии нормальной сердечной деятельности (чаще всего при остановке или фибрилляции сердца) у пострадавших прекращается кровоток, но кровь в артериях и лёгких остаётся насыщенной кислородом в течение ещё нескольких минут. Сама по себе компрессия грудной клетки не обогащает кровь кислородом, но обеспечивает кровоснабжение критически важных органов, в первую очередь головного мозга, что для взрослых пострадавших более приоритетно.

## Техника непрямого массажа сердца

Непрямой массаж сердца на учебном манекене

Пострадавший должен лежать на спине на жёсткой поверхности. Если необходимо, его следует быстро переместить на пол. Техника непрямого массажа сердца для взрослого пострадавшего:
1. Встать на колени сбоку от пострадавшего.
2. Расположить основание одной ладони в центре грудной клетки пострадавшего.
3. Расположить основание другой ладони поверх первой ладони.
4. Сомкнуть пальцы рук в замок и убедиться, что вы не оказываете давление непосредственно на рёбра вместо грудины.
5. Расположить собственное тело вертикально над грудной клеткой пострадавшего и надавить на глубину как минимум пяти см, но не более шести см.
6. Прекратить давление, позволив грудной клетке пострадавшего полностью расправиться. Продолжать ритмические надавливания с частотой 100—120 в минуту.
7. Если вы обучены и готовы, сочетайте компрессии грудной клетки с искусственной вентиляцией лёгких. На каждые 30 нажатий на грудную клетку делайте 2 вдоха.

Обращайте внимание на следующие аспекты проведения компрессий:
- Давление нужно оказывать на середину грудной клетки, не на верхнюю часть живота или нижний край грудины;
- Держите свои руки полностью выпрямленными в локтевых суставах;
- Не отрывайте руки от груди пострадавшего, но при этом позволяйте его грудной клетке полностью подняться после нажатия;
- Компрессия (нажатие) и декомпрессия (поднятие грудной клетки) должны занимать примерно одинаковое время;
- Компрессии нельзя прерывать дольше, чем на 10 секунд, в том числе для проведения искусственных вдохов. Исключение — прямые голосовые указания автоматического наружного дефибриллятора.

## Непрямой массаж сердца у детей

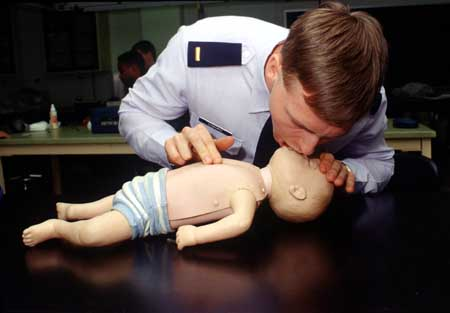
Непрямой массаж сердца ребёнку

У детей массаж сердца следует проводить лишь одной рукой, а у детей грудного возраста — кончиками двух пальцев с частотой 100—120 нажатий в минуту. Точка приложения пальцев у детей до 1 года — на ширину одного пальца ниже сосковой линии.

## Прямой массаж сердца
Помимо непрямого массажа сердца, который проводится в рамках оказания первой помощи, существует понятие прямого массажа сердца (открытый массаж сердца). Прямой массаж сердца выполняется врачом во время проведения хирургической операции на открытой грудной клетке, при этом сердце непосредственно сжимается рукой врача. Смысл этой процедуры такой же, как и для непрямого массажа сердца.